# Света Петка Самарджийска
Вижте пояснителната страница за други значения на Света Петка.
„Света Петка Самарджийска“ е православна църква в българската столица София.

## Местоположение
Църквата се намира в центъра на София, в близост до катедралата „Света Неделя“.

## История
Криптата на църквата е римска гробница (крипта) от IV век, което означава, че е имало предишна обредна сграда. В ХІ век върху криптата е издигнат настоящият храм. Най-старите запазени стенописи са от XIV век, а над тях има слой от XV и XVI век, дело на Пимен Зографски. Църквата е наречена на Петка Иконийска, която е покровителка на самарджиите, чийто квартал се е намирал в района през Средновековието и са се черкували и поддържали храма.

## Архитектура
Църквата представлява малка еднокорабна постройка, частично вкопана в земята. Стените на църквата са дебели 1 м, изградени от тухли и камъни. Иконостасът в църквата е дело на дебърски майстори от рода Филипови. Някои от иконите са на друг дебърски майстор Алексо Василев.
Църквата е реставрирана и експонирана през 70-те години на 20 век по проект на арх. Н. Мушанов и арх. Зл. Кирова. Стенописите са реставрирани от художник – реставратора Л. Делчев.
Писателят Николай Хайтов лансира хипотеза, че в църквата е погребан Васил Левски. Основанията за тези твърдения са спорни интепретации на резултатите от проведените археологически разкопки през 1956 година и някои сведения в печата от 1937 година, препредаващи разказите на потомци на извършилите препогребването. През 80-те години на XX век се развива остра полемика по въпроса, но до окончателно решение не се стига, поради противоположното становище на Археологическия институт и на станалите разисквания в Българската академия на науките не се приема единодушно становище. През 90-те години на храма е поставена мраморна плоча с текст че тук „според народната памет е погребан В. Левски“, която по-късно изчезва. На 18 февруари 2012 година. с решение на Столичния общински съвет взето по предложение на Ангел Джамбазки, Вили Лилков и други, източно от апсидата пред църквата е тържествено осветена и открита плоча с надпис: „В олтара на тази църква според народната памет и редица научни данни родолюбиви българи са погребали през 1873 г. Апостола на свободата Васил Левски Йеродякон Игнатий“. Добавката „редица научни данни“ е в разрез с решението на Столичния общински съвет.